# Бедарев, Владимир Тимофеевич
Владимир Тимофеевич Бедарев (1939 — 2006) — советский хоккеист, нападающий.
Начинал играть в «Металлурге» Сталинск (позднее — Новокузнецк), за который провёл 12 сезонов (1956/57 — 1967/68). Центральный нападающий тройки Короленко — Бедарев — Григорьев. В сезонах 1968/69 — 1970/71 выступал за «Автомобилист» Алма-Ата.